# 12079 Kaibab
12079 Kaibab eller 1998 FZ73 är en asteroid i huvudbältet som upptäcktes den 22 mars 1998 av LONEOS vid Anderson Mesa Station. Den är uppkallad efter The Kaibab Formation.
Asteroiden har en diameter på ungefär 4 kilometer och den tillhör asteroidgruppen Nysa.